# درک کار (بازیکن فوتبال)
درک کار (انگلیسی: Derek Carr; ۱ سپتامبر ۱۹۲۷ – ۶ ژوئیهٔ ۲۰۰۴) بازیکن فوتبال اهل بریتانیا بود.
از باشگاه‌هایی که در آن بازی کرده‌است می‌توان به باشگاه فوتبال بیرمنگام سیتی و باشگاه فوتبال لیمینگتون اشاره کرد.